# Хорнъялы
Хорнъялы (чув. Хурăнлăх) — деревня в Мариинско-Посадском муниципальном округе Чувашской Республики России. С 2004 до 2023 года входила в состав Октябрьского сельского поселения.

## География
Деревня находится в северо-восточной части Чувашии, в пределах Чувашского плато, в зоне хвойно-широколиственных лесов, на правом берегу реки Большой Аниш, к северу от автодороги 97Н-028, на расстоянии примерно 18 километров (по прямой) к юго-юго-востоку от города Мариинский Посад, административного центра района. Абсолютная высота — 125 метров над уровнем моря.

### Часовой пояс
Деревня Хорнъялы, как и вся Чувашия, находится в часовой зоне МСК (московское время). Смещение применяемого времени относительно UTC составляет +3:00.

## Население
| 2010 | 2012 |
| ---- | ---- |
| 67   | ↗76  |

### Половой состав
По данным Всероссийской переписи населения 2010 года в гендерной структуре населения мужчины составляли 52,2 %, женщины — соответственно 47,8 %.

### Национальный состав
Согласно результатам переписи 2002 года, в национальной структуре населения чуваши составляли 99 % из 78 чел.